# Дугме
Дугме представља део одевног предмета, који се користи за повезивање делова гардеробе или за декорацију. Дугмад се најчешће праве од пластике, али су заступљена и дугмад направљена од морских шкољки.

## Историја
Дугмад и слични објекти су се користили у давној прошлости прво као украси, а ређе за повезивање делова гардеробе. Најстарија пронађена дугмад припадају цивилизацији долине Инда из времена Кот Јамана (2800 — 2600. године п. н. е.), бронзаном добу Кине (2000 — 1500. године п. н. е.) и античком Риму. Ова дугмад су била израђивана од морских шкољки, као што сведоче налази из Гробнице орлова, Шкотска (2200-1800. п. н. е.). и на локалитетима бронзаног доба у Кини (око 2000-1500. п. н. е.) и Старом Риму.
Дугмад направљена од шкољки коришћена су у цивилизацији долине Инда за украсне сврхе до 2000. године пре нове ере. Нека дугмад су била урезана у геометријске облике и на њима су биле пробушене рупе како би се концем могла причврстити за одећу. Ијан Макнил (1990) наводи да је „дугме првобитно коришћено више као украс него за закопчавање, а најраније познато је пронађено у Мохенџо-Дару у долини Инда. Оно је направљено од закривљене шкољке и старо је око 5000 година.
Кожни предмети из Римског царства укључују неке од првих рупица за дугмад, са легионарским локулусом (торбом) затвараном уметањем металне копче или дугмета у кожни прорез. Сличан механизам ће се касније појавити у раносредњовековној обући. Дугмад су се појавила као средство за затварање манжета у Византијском царству и за закопчавање грла египатских туника најкасније у 5. веку.

### Као аутентификација
Дугмад се понекад користе као контрола приступа за фестивале, као што је Кермес француско-амерички фестивал  у Бидефорду, Мајн.

### Као контејнери
Најмање од седамнаестог века, када су метална дугмад налик на кутије конструисана посебно за ту сврху, дугмад су била један од предмета у којима су кријумчари дроге покушавали да сакрију и пренесу илегалне супстанце. Најмање један савремени шверцер је покушао да користи овај метод.
Такође, користећи могућности складиштења металних дугмади, током светских ратова, направљена су британска и америчка војна медаљонска дугмад, која садрже минијатурне радне компасе.

## Материјали и производња
Пошто су дугмад произведена од скоро сваког могућег материјала, природног и синтетичког, и комбинација оба, историја састава материјала дугмади одражава временску линију технологије материјала.
Дугмад могу индивидуално израдити занатлије или уметници од сирових материјала или пронађених објеката (на пример фосила), или од комбинације оба. Алтернативно, могу бити производ нискотехнолошке кућне индустрије или се могу масовно производити у високотехнолошким фабрикама. Дугмад коју праве уметници су уметнички предмети, познати колекционарима дугмади као „студио дугмад” (или једноставно „студио”, из студијског заната).
Године 1918, америчка влада је направила опсежну анкету о међународном тржишту дугмади, која је навела дугмад направљену од биљне слоноваче, метала, стакла, галалита, свиле, платна, памучним хеклањем, олова, ускочних затварача, емајла, гуме, јеленских рогова, дрвета, рогова, косто, коже, папира, пресованог картона, седефа, целулоида, порцелана, композиција, лима, цинка, ксилонита, камена, платном обложене дрвене форме и папир-маше. Сматра се да је биљна слоновача најпопуларнија за одела и кошуље, а папир-маше далеко најзаступљенија врста дугмета за ципеле.
Данас су тврда пластика, шкољке, метали и дрво најчешћи материјали који се користе за прављење дугмади; остали се обично користе само у врхунској или старинској одећи, или се налазе у колекцијама.
Преко 60% светске понуде дугмади долази из Ћаотоу, округ Јонгђа, Кина.

## У музејима и галеријама
Неки музеји и уметничке галерије држе културно, историјски, политички и/или уметнички значајну дугмад у својим колекцијама. Музеј Викторије и Алберта има много дугмади, посебно у својој колекцији накита, као и Смитсоновски институт.
Хамонд Тернер & Санс, компанија за прављење дугмади у Бирмингему, домаћин је онлајн музеја са галеријом слика и историјским чланцима везаним за дугмад, укључујући чланак Чарлса Дикенса о прављењу дугмади из 1852. године. У САД, велике колекције дугмади су изложене јавности у Вотербери Батон музеју у Вотерберију, Конектикат, Кип Хоместад музеју у Монсону, Масачусетс, који такође има обимну архиву дугмади, и Гернију, Илиноис, у Соби дугмади.

## Позиционирање
Класична одећа има дугме на левој страни за жене и на десној страни за мушкарце. Неки Јевреји ово преокрећу.